# Los marismeños
Los Marismeños es un grupo musical español, concretamente de la provincia de Huelva, intérprete de música andaluza, principalmente sevillanas, aunque tiene también una amplia producción de rumbas y fandangos de Huelva.

## Historia
Sus inicios se remontan a mediados de la década de los años 1960 en Huelva. Pioneros principalmente por la calidad de su producción, su trayectoria desde sus inicios ha sido disco de Oro con “yo me voy a la alameda” y otros éxitos 
Los Marismeños siempre han tendido a ser cuatro integrantes, pero por diversas circunstancias se han visto obligado a varios cambios. Lograr encajar un elemento nuevo en un grupo que se caracteriza por tener unas voces singulares y una idiosincrasia muy particular, no es tarea fácil, sin descomponer la figura. Su gran mérito está en lograr que sus voces sonaran siempre igual y que la trayectoria del grupo tuviera continuidad. 
Creadores de un estilo propio, e innovadores en su música, su cante ha ido principalmente dirigido a la Virgen del Rocío, y a todo el entorno de su singular romería; el camino, el salto de la reja, las tradiciones rocieras, las marismas (de las que toman su nombre), a toda Huelva y tantas otras estampas rocieras pregonadas por ellos.
Sus temas, muchos de ellos míticos como "La historia de una amapola", "Salta la reja almonteño", "Almonteño déjame", "Una oración rociera", "Una niña marismeña" -entre las rocieras- o por ejemplo "Perdónala" y "Que también es de Sevilla" -entre las de otra temática-, les hacen entrar por derecho propio entre los grandes intérpretes de sevillanas, sin olvidar su nada desdeñable contribución al terreno de las rumbas y los fandangos: "Caramba, carambita", "Agua de coco", "Maruja Limón"... 
Los Marismeños incorporaron el bajo entre otros instrumentos para hacer sevillanas, elementos eléctricos y secuencias, influidos por artistas contemporáneos de otros estilos musicales, aportando incluso guitarras eléctricas a los fandangos, revolucionando y dando otro aire al mundo de las sevillanas. En sus numerosas giras internacionales (Festival de Viña del Mar, etc.) sus detalles y maneras fueron tomadas por muchos grupos que los consideraron referencia vanguardista, que los han seguido por su forma de hacer, manera de moverse innata sobre el escenario o ropas, que hasta el momento vistían pocos grupos de sevillanas.
El 18 de mayo de 2007 el grupo sufrió un desgraciado revés al fallecer uno de sus integrantes legendarios, Francisco Alejandre, a la temprana edad de 58 años, aquejado de una hemorragia intestinal.

## Miembros actuales
Datos de Miembros y discografía extraídos de: www.Marismenos.tk
- Juan Carlos González
- Juan Luis González
- José Manuel Núñez
- José Manuel Avilés

## Miembros pasados
- Antonio Herrero, desde sus inicios hasta 1992. Ha grabado dos discos en solitario, titulados "Ilusiones" y "Volver a sentir"
- Emilio Millán, sustituye en 1992 a A. Herrero. Fue sustituido en 1996
- Pepe Gómez, desde 1996 hasta 2003
- Leo Seco, desde 2003 hasta 2005
- Francisco Alejandre, desde 1967 hasta 2007 (fallecimiento)
- Juan Alejandre, desde 1966 hasta 2009 (retirada)
- Emilio Losada,desde 1965 hasta 2020 (retirada)

## Miembros fundadores (1965)
- Antonio Herrero
- Antonio Mendoza
- Manolo Millán
- Emilio Losada

## Discografía
- 1967-"Van llegando las carretas..."
- 1968-Sevillanas de hoy
- 1969-Fandangos rumbas sevillanas
- 1969-Los Marismeños
- 1969-Villancicos
- 1971-Los Marismeños "María Belén Santajuana/Rosío..."
- 1972-Los Marismeños "Nanay/Palestina/Ay, babale..."
- 1973-Sonido andaluz
- 1974-Sonido andaluz 2
- 1975-Fandangos Sevillanas Rumbas Vol. 2
- 1976-Alegría en la Marisma
- 1977-Nuestra Andalucía
- 1978-Yo creo en el amor
- 1979-Agua de coco
- 1979-Agua de coco "2"
- 1980-Mi orgullo ser marismeño
- 1981-Salta la reja almonteño
- 1982-Abriendo camino
- 1983-Ese lunes del Rocío
- 1984-Enamorao de ti... Rocío
- 1985-Mi fe se llama Rocio
- 1985-La Carol
- 1986-Por las arenas
- 1987-Vive la vida cantando
- 1988-Sí, tiene dueño
- 1988-En la playa
- 1989-A su manera
- 1990-Año tras año
- 1992-Andalucía Marismeña
- 1994-La calle de mi sueño
- 1995-Por los adentros
- 1997-Escalofríos
- 1998-Un solo quejío
- 2000-Una vida de colores
- 2002-Tiene que tiene
- 2003-Yo traigo el son
- 2004-Siempre
- 2005-En primavera
- 2006-Fuente de amores
- 2008-Un adiós en la distancia
- 2010-De ayer y hoy
- 2012-Sobran razones
- 2015-50 años
- 2020-Una noche atrevida

## Enlaces
- Página web oficial de Los Marismeños: Los Marismeños
- Google site Los Marismeños

- Datos: Q5980988